# Pritchardia woodii
Pritchardia woodii är en enhjärtbladig växtart som beskrevs av Donald R. Hodel. Pritchardia woodii ingår i släktet Pritchardia och familjen Arecaceae. Inga underarter finns listade i Catalogue of Life.